# Tour du Limousin 2009
Il Tour du Limousin 2009, quarantaduesima edizione della corsa (trentacinquesima dall'era professionistica), si svolse dal 18 al 21 agosto 2009 su un percorso di 716 km ripartiti in 4 tappe, con partenza e arrivo a Limoges. Fu vinto dal francese Mathieu Perget della Caisse d'Epargne davanti agli spagnoli David Arroyo e Xavier Florencio.

## Tappe
| Tappa  | Data      | Percorso              | km    | Vincitore di tappa | Leader cl. generale |
| ------ | --------- | --------------------- | ----- | ------------------ | ------------------- |
| 1ª     | 18 agosto | Limoges > Ussel       | 159,6 | Borut Božič        | Borut Božič         |
| 2ª     | 19 agosto | Eymoutiers > Felletin | 186,6 | Samuel Dumoulin    | Samuel Dumoulin     |
| 3ª     | 20 agosto | Jussac > Saint-Junien | 189,6 | David Arroyo       | Mathieu Perget      |
| 4ª     | 21 agosto | Châlus > Limoges      | 180,1 | Romain Feillu      | Mathieu Perget      |
| Totale | Totale    | Totale                | 716   |                    |                     |

## Dettagli delle tappe

### 1ª tappa
- 18 agosto: Limoges > Ussel – 159,6 km

| Pos. | Corridore        | Squadra     | Tempo    |
| ---- | ---------------- | ----------- | -------- |
| 1    | Borut Božič      | Vacansoleil | 3h51'07" |
| 2    | Xavier Florencio | Cervélo     | s.t.     |
| 3    | Paul Martens     | Rabobank    | s.t.     |

| Pos. | Corridore        | Squadra     | Tempo    |
| ---- | ---------------- | ----------- | -------- |
| 1    | Borut Božič      | Vacansoleil | 3h50'57" |
| 2    | Xavier Florencio | Cervélo     | a 4"     |
| 3    | Paul Martens     | Rabobank    | a 6"     |

### 2ª tappa
- 19 agosto: Eymoutiers > Felletin – 186,6 km

| Pos. | Corridore          | Squadra   | Tempo    |
| ---- | ------------------ | --------- | -------- |
| 1    | Samuel Dumoulin    | Cofidis   | 4h38'32" |
| 2    | Romain Feillu      | Agritubel | s.t.     |
| 3    | Sébastien Chavanel | FDJ       | s.t.     |

| Pos. | Corridore        | Squadra     | Tempo    |
| ---- | ---------------- | ----------- | -------- |
| 1    | Samuel Dumoulin  | Cofidis     | 8h29'28" |
| 2    | Borut Božič      | Vacansoleil | a 1"     |
| 3    | Xavier Florencio | Cervélo     | a 4"     |

### 3ª tappa
- 20 agosto: Jussac > Saint-Junien – 189,6 km

| Pos. | Corridore         | Squadra          | Tempo    |
| ---- | ----------------- | ---------------- | -------- |
| 1    | David Arroyo      | Caisse d'Epargne | 4h23'30" |
| 2    | Mathieu Perget    | Caisse d'Epargne | s.t.     |
| 3    | Sébastien Hinault | AG2R             | a 29"    |

| Pos. | Corridore        | Squadra          | Tempo     |
| ---- | ---------------- | ---------------- | --------- |
| 1    | Mathieu Perget   | Caisse d'Epargne | 12h53'06" |
| 2    | David Arroyo     | Caisse d'Epargne | a 3"      |
| 3    | Xavier Florencio | Cervélo          | a 23"     |

### 4ª tappa
- 21 agosto: Châlus > Limoges – 180,1 km

| Pos. | Corridore        | Squadra   | Tempo    |
| ---- | ---------------- | --------- | -------- |
| 1    | Romain Feillu    | Agritubel | 4h23'57" |
| 2    | Pierrick Fédrigo | Bouygues  | s.t.     |
| 3    | Paul Martens     | Rabobank  | s.t.     |

| Pos. | Corridore        | Squadra          | Tempo     |
| ---- | ---------------- | ---------------- | --------- |
| 1    | Mathieu Perget   | Caisse d'Epargne | 17h17'03" |
| 2    | David Arroyo     | Caisse d'Epargne | a 3"      |
| 3    | Xavier Florencio | Cervélo          | a 23"     |

## Classifiche finali

### Classifica generale
| Pos. | Corridore         | Squadra                      | Tempo     |
| ---- | ----------------- | ---------------------------- | --------- |
| 1    | Mathieu Perget    | Caisse d'Epargne             | 17h17'03" |
| 2    | David Arroyo      | Caisse d'Epargne             | a 3"      |
| 3    | Xavier Florencio  | Cervélo TestTeam             | a 23"     |
| 4    | Sébastien Hinault | Ag2r-La Mondiale             | a 28"     |
| 5    | Thomas Voeckler   | Bouygues Télécom             | s.t.      |
| 6    | Sylvain Calzati   | Agritubel                    | a 30"     |
| 7    | Cyril Gautier     | Bouygues Télécom             | a 42"     |
| 8    | Lilian Jégou      | Bretagne-Schuller            | a 46"     |
| 9    | Koos Moerenhout   | Rabobank                     | s.t.      |
| 10   | Björn Leukemans   | Vacansoleil Pro Cycling Team | a 50"     |